# Лукач (општина)
Лукач је насељено место и седиште општине у Вировитичко-подравској жупанији, Република Хрватска.

## Историја
До територијалне реорганизације у Хрватској налазио се у саставу бивше велике општине Вировитица.

## Становништво
На попису становништва 2011. године, општина Лукач је имала 3.634 становника, од чега у самом Лукачу 443.

## Попис 1991.
На попису становништва 1991. године, насељено место Лукач је имало 532 становника, следећег националног састава:
| Попис 1991.‍  | Попис 1991.‍  | Попис 1991.‍ | Попис 1991.‍ | Попис 1991.‍ |
| ------------ | ------------ | ----------- | ----------- | ----------- |
|              |              |             |             |             |
| Хрвати       | Хрвати       |             | 496         | 93,23%      |
| Срби         | Срби         |             | 10          | 1,87%       |
| Југословени  | Југословени  |             | 6           | 1,12%       |
| Мађари       | Мађари       |             | 3           | 0,56%       |
| Црногорци    | Црногорци    |             | 1           | 0,18%       |
| неопредељени | неопредељени |             | 9           | 1,69%       |
| непознато    | непознато    |             | 7           | 1,31%       |
| укупно: 532  |              |             |             |             |